# Antonio Grases y Des
Antonio Grases y Des (siglo XVII-XVIII). Doctor en derecho. Fue diputado real de la Diputación del General del Principado de Cataluña (1713-1714). Participó en la Junta de Brazos de Cataluña celebrada en julio de 1713 por la que el principado declaró la continuación de la guerra contra Felipe V y contra Francia. Fue elegido oidor de la Diputación del General el 22 de julio de 1713 siendo uno de los principales dirigentes de la Campaña de Cataluña (1713-1714) hasta el 16 de septiembre de 1714, cuando dicha institución fue abolida.